# Język liturgiczny
Język liturgiczny (język religijny, język sakralny) – język, który używany jest jako język tekstów i ceremonii religijnych. Stosunek takiego języka do innych języków codziennego użytku jest różny w różnych kulturach. Niekiedy język taki jest używany w życiu codziennym (np. arabski wśród Arabów), ale często zdarza się, że jest on uznawany za element religii i stanowi język święty, którego użycie w życiu świeckim jest zabronione. Bardzo często uznaje się, że tylko w danym języku możliwe jest przekazanie prawdy objawionej w pismach religijnych (zobacz: święte księgi). Wiele języków liturgicznych to języki martwe, które przetrwały dzięki temu, że były używane w ceremoniach religijnych (np. łacina, hebrajski, gyyz).
| Język                     | Religia                                                        | wyznawcy w mln |
| ------------------------- | -------------------------------------------------------------- | -------------- |
| arabski                   | islam                                                          | 900            |
| łacina                    | Kościół rzymskokatolicki¹                                      | 1100           |
| sanskryt klasyczny        | hinduizm                                                       | 700            |
| język cerkiewnosłowiański | Kościoły greckokatolickie i prawosławne tradycji słowiańskiej⁴ | 216            |
| pali                      | buddyzm                                                        | 150            |
| gyyz                      | kościół etiopski                                               | 20             |
| hebrajski klasyczny       | judaizm                                                        | 20             |
| pendżabski                | sikhizm                                                        | 15             |
| koptyjski                 | Kościoły koptyjskie²                                           | 4              |
| gudźarati                 | zaratusztrianizm³                                              | 0,3            |
| język grabar              | Kościoły ormiańskie                                            |                |
| syriacki                  | kościoły syriackie i asyryjskie                                |                |
| lucumi                    | santeria                                                       |                |

¹ – Sobór watykański II zezwolił na sprawowanie liturgii w językach narodowych, natomiast łacina jest językiem urzędowym w Watykanie.

² – ostatnio również język arabski.

³ – gudźarati jest językiem liturgicznym jedynie części zaratusztrian (mieszkających w Indiach), jego znaczenie we wspólnocie nie jest również zbyt wielkie.
⁴ – również języki narodowe.